# Guantang (sockenhuvudort i Kina, Zhejiang Sheng, lat 27,67, long 119,45)
Guantang (kinesiska: 官塘乡) är en sockenhuvudort i Kina. Den ligger i provinsen Zhejiang, i den östra delen av landet, omkring 290 kilometer söder om provinshuvudstaden Hangzhou. Antalet invånare är 1 039. Befolkningen består av 510 kvinnor och 529 män. Barn under 15 år utgör 12,0 %, vuxna 15-64 år 68 %, och äldre över 65 år 19,0 %.
Runt Guantang är det ganska tätbefolkat, med 129 invånare per kvadratkilometer. Närmaste större samhälle är Kengdi, 11,6 km sydost om Guantang. I omgivningarna runt Guantang växer i huvudsak blandskog.
Genomsnittlig årsnederbörd är 2 342 millimeter. Den regnigaste månaden är juni, med i genomsnitt 422 mm nederbörd, och den torraste är oktober, med 61 mm nederbörd.

Obs: guan tang ( 官塘 ) är också en administrationsregion i Hongkong speciell administrationsregion